# 大垣市立南小学校
大垣市立南小学校（おおがきしりつ みなみしょうがっこう）は、岐阜県大垣市にある市立小学校。

## 概要
- 通学区域は禾森町4-6丁目、新田町3-5丁目、今岡町1・2丁目、田町1-4丁目、船町1丁目、俵町、竹島町、新町1・2丁目、南高橋町2・3丁目、南頬町1丁目（一部）、2・3丁目、4丁目（一部）、寺内町1-5丁目、世安町1-4丁目、大池町、二葉町1・2丁目、3丁目（一部）、羽衣町1・2丁目、3丁目（一部）、恵比寿町1・2丁目、3丁目（一部）、花園町1・2丁目、3丁目（一部）、美和町であり、公立中学校の進学先は大垣市立南中学校である[1]。
- 大垣市民病院内に、病弱特別支援学級「こぶし学級・小学部」を設置している。
- 1961年から2019年までは大垣市立南幼稚園を併設していた。

## 沿革
大垣南小学校としての創立は1919年である。ここではそれ以前についても記述する。
- 1917年（大正6年）4月 - 大垣尋常高等小学校が開校。
- 1919年（大正8年）11月 - 大垣尋常高等小学校が分立。高等科が大垣高等小学校、尋常科が大垣市南尋常小学校となる。
- 1924年（大正13年） - 大垣市南尋常小学校に高等科を設置し、大垣市南尋常高等小学校に改称する。
- 1941年（昭和16年） - 大垣高等小学校が大垣国民学校、大垣市南尋常高等小学校が大垣南国民学校に改称する。
- 1945年（昭和20年） - 大垣南国民学校は現在地に移転する。
- 1947年（昭和22年）4月 - 大垣南国民学校は大垣市立南小学校に改称する。大垣国民学校に高等科1・2年を収容し、大垣市立南中学校となる。これにより、大垣国民学校は廃校となる。
- 1950年（昭和25年） - 大垣市立南保育所が開所する。南小学校の校舎の一部を使用する。
- 1951年（昭和26年）4月 - 大垣市立南保育所は大垣市立南保育園に改称する。
- 1953年（昭和28年）4月 - 南保育園内に仮設幼稚園を併設する。
- 1954年（昭和29年）4月 - 仮設幼稚園が大垣市立南幼稚園に改称する。園舎は昭和20年までの旧・大垣南国民学校校舎を転用する。
- 1961年（昭和36年）4月 - 南幼稚園が南小学校の校舎内に移転する。
- 1965年（昭和40年） - 鉄筋コンクリート造校舎（現。北舎）完成。
- 1966年（昭和41年） - 体育館完成。
- 1971年（昭和46年） - 鉄筋コンクリート造校舎（現。南舎）完成。
- 1977年（昭和52年） - 川並学舎（川並学園）[2]を併合。
- 1981年（昭和56年） - 川並学園廃止。
- 1983年（昭和58年） - 大垣市民病院内に、病弱特別支援学級「こぶし学級・小学部」を開設。
- 2002年（平成14年） - 日本語学級を開設。
- 2019年（平成31年）3月 - 南幼稚園が廃園となる。